# パルーディ
パルーディ（イタリア語: Paludi）は、イタリア共和国カラブリア州コゼンツァ県にある、人口約1,000人の基礎自治体（コムーネ）。

## 地理

### 位置・広がり

#### 隣接コムーネ
隣接するコムーネは以下の通り。
- コリリアーノ＝ロッサーノ
- クロパラーティ
- ロンゴブッコ